# Михаил Левашов
Михаил Дмитриевич Левашов (на руски: Михаил Дмитриевич Левашëв) е руски морски офицер, изследовател на Аляска и Алеутските о-ви.

## Ранни години (1738 – 1765)
Роден е през 1738 година. Завършва Морския кадетски корпус. По време на Седемгодишната война, като мичман плава в Балтийско море и участва през 1760 – 1761 в Колбергската морска операция против прусаците.
През 1764 г. е произведен в чин лейтенант и назначен като помощник на Пьотър Кузмич Креницин в секретната тихоокеанска експедиция. Веднага след назначението си е произведен в капитан-лейтенант.

## Експедиция Левашов – Креницин (1765 – 1771)
През 1765 г. по суша експедицията се добира до Охотск, където към август 1766 г. са построени два кораба, като на единия от тях „Свети Павел“ за командир е назначен Левашов. Освен това на експедицията са предоставени още два по-малки кораба. На 10 октомври 1766 флотилията напуска Охотск и се насочва на изток, но още от самото начало започват неудачи. Поради насрещните ветрове корабите се придвижват много бавно, връзката между тях се прекъсва за няколко дни и едва в края на октомври достига до Болшерецк (на югозападното крайбрежие на Камчатка), където се провежда първо зимуване. През следващата година, отново с големи трудности се добира до Нижнекамчатск – на източното крайбрежие, където се налага ново зимуване. По време на първото и второто зимуване поради редица нещастни случаи загиват 11 души.
Едва на 23 юли 1768 г. двата кораба с общ екипаж от 137 души напускат Камчатка и се насочват на изток. На 11 август двата кораба се загубват и Левашов продължава самостоятелното си плаване. След три дни (14 август) вижда на юг и го нанася на картата неизвестен остров. На 15 август вижда още два малки острова, а на юг от тях трети, по-голям. От малките острови Левашов завива на североизток и през следващите три дни, преминавайки в южната част на Берингово море, нанася на картата един след друг редица малки острови и един сравнителна по-голям. На 19 август достига до остров Амухта (52°29′ с. ш. 171°15′ з. д. / 52.483333° с. ш. 171.25° з. д.), следователно, по-рано е нанесъл на картата източната част на Андреяновските о-ви, но кои именно, е трудно да се установи поради значителните грешки в определянето на географската дължина.
На 22 август 1768 г. Левашов подхожда от север къв остров Уналашка, където се съединява с Креницин и на североизток от острова открива остров Акутан (54°08′ с. ш. 165°55′ з. д. / 54.133333° с. ш. 165.916667° з. д.), най-големия от групата острови, които през ХІХ в. са наречени о-вите Креницин. На 5 септември 1768 корабите отново се изгубват и Левашов открива останалите острови в групата о-ви Креницин (Акун, Роток, Аватанак, Тигалда и др.).
На 16 септември 1768 г. „Свети Павел“ достига северния бряг на Уналашка и престоява там две седмици, като Левашов открива добре защитения Капитански залив, в който понастоящем е разположена военноморската база на САЩ Дъч Харбър (на английски: Dutch Harbor – Холандско пристанище). От 1 до 5 октомври крайсерува около остров Унимак в търсене на Креницин, след което се връща и зимува в Дъч Харбър. За разлика от зимуването на Креницин, което протича при много тежки условия и умират множество хора, зимуването на Левашов е много по-приятно. Голяма част от екипажа остава на кораба, а останалите си построяват юрти на брега. По време на зимуването умират трима души, а двама изчезват безследно. По време на дългите зимни месеци Левашов прави астрономически наблюдения и подготвя събраните до този момент материали за правдивото, точно и ярко описание на алеутите „О жителях того острова“. Това описание представлява голям историко-етнографски интерес, тъй като дава представа за бита и древната култура на алеутите, които по това време не са докоснати от европейско влияние. По същото това време Левашов събира материали и за други три статии, в които дава описание на остров Уналашка, руската търговия с ценни кожи и събирането на данък от местните жители.
На 6 юни 1769 г. двата кораба отново се събират и поемат обратния път към Камчатка, но на 26 юни отново, за трети път се разделят и се прибират по различно време в Нижнекамчатск. След раздялата през юли Левашов изследва Четирисопочните о-ви (западната група на Лисите о-ви) и на 24 август се прибира в Нижнекамчатск, където заедно с Креницин провеждат ново зимуване.
След смъртта на Креницин на 4 юли 1770, застава начело на експедицията и на 4 август се завръща в Охотск само с един кораб. През 1771 през Сибир се завръща в Петербург, като по пътя е произведен в чин капитан 2-ри ранг, а при пристигането си – в капитан 1-ви ранг.

## Последни години (1771 – 1774)
През 1773 поради заболяване се пенсионира с чин капитан-командор. Умира през 1774 година в Русия на 36-годишна възраст.

## Памет
Неговото име носят:
- връх Левашов (50°34′ с. ш. 156°04′ и. д. / 50.566667° с. ш. 156.066667° и. д.) на остров Парамушир в Курилските о-ви;
- залив Порт Левашов (53°50′ с. ш. 166°36′ з. д. / 53.833333° с. ш. 166.6° з. д.) на северното крайбрежие на остров Уналашка в Алеутските о-ви;
- нос Левашов (52°46′ с. ш. 156°13′ и. д. / 52.766667° с. ш. 156.216667° и. д.) на западния бряг на п-ов Камчатка;
- нос Левашов (50°30′ с. ш. 156°10′ и. д. / 50.5° с. ш. 156.166667° и. д.) на източния бряг на остров Парамушир в Курилските о-ви;
- проток Левашов (50°30′ с. ш. 156°13′ и. д. / 50.5° с. ш. 156.216667° и. д.), отделящ остров Парамушир на запад от Птичите о-ви на изток в Курилските о-ви;